# Бодров, Василий Семёнович
Васи́лий Семёнович Бодро́в (21 августа 1893 год — 16 апреля 1958 года) — советский военачальник, генерал-лейтенант артиллерии (1943).

## Биография

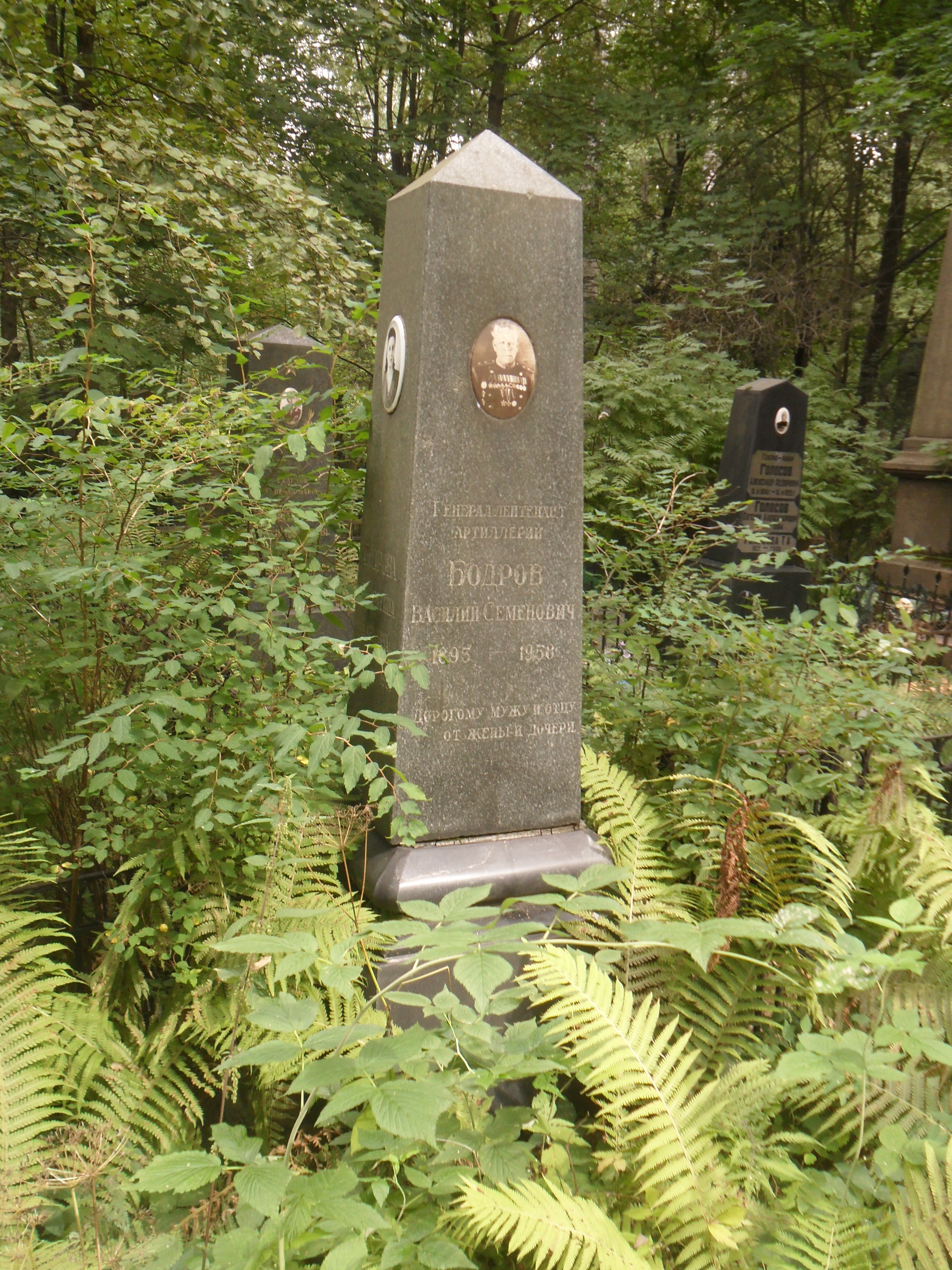
Могила Бодрова на Богословском кладбище Санкт-Петербурга.

Родился в бедной крестьянской семье, пятеро из восьми детей умерли от голода и болезней. Отец приписал ему два года, чтобы устроить на работу. С 15 лет В. С. Бодров бурлачил на Волге, сплавлял лес, деньги отправлял родителям.
С началом первой мировой войны в 1914 году В. С. Бодров был призван в армию и направлен на Дальний Восток, затем отозван в учебную команду. По окончании учёбы В. С. Бодров в звании фейерверкера воевал под Ревелем.
В августе 1918 года В. С. Бодров вступил в РККА, с 1919 года — член ВКП(б). В 1918—1920 годах участвовал в Гражданской войне. Командовал артиллерией Южного фронта, попал в плен к белогвардейцам, бежал, затем на Восточном фронте воевал против Колчака и Семёнова. В 1921 году — участник подавления Кронштадтского мятежа.
В 1938 году В. С. Бодров — начальник артиллерии Закавказского военного округа, затем начальник артиллерии Орловского военного округа.
С началом Великой Отечественной войны на базе войск и управления ОрВО была создана 20-я армия, 25 июня 1941 года В. С. Бодров был назначен начальником артиллерии 20-й армии, позднее генерал Бодров стал начальником артиллерии 32-й армии, участвовал в битве за Москву. 7 октября 1941 года 32-я армия была окружена под Вязьмой. О поведении В. С. Бодрова во время выхода из окружения сказано в приказе НКО № 0418: 

«После передачи войск 32-й армии в состав 19-й Бодров следовал в направлении на Можайск вначале со штабом 32-й армии, потом со штабом 19-й армии. В ночь на 11.10, когда войска 19-й армии в тяжелой обстановке стремились пробиться из окружения, Бодров вместо того, чтобы возглавить какую-либо часть или подразделение и организовать выход из окружения, с группой командиров в 5 человек оставил войска и направился на восток.
Спасая собственную жизнь, Бодров закопал в землю партбилет, генеральское удостоверение, орден Красной Звезды и медаль XX лет РККА. Своё генеральское обмундирование Бодров сдал колхозникам и вышел из окружения в гражданском платье. Своё личное оружие — револьвер Бодров из окружения не принес».— Л. Н. Лопуховский (2008)
 В. С. Бодров был лишен воинского звания генерал-майор, снят с должности и назначен начальником артиллерии 113-й стрелковой дивизии в составе 33-й армии. Командуя артиллерией дивизии, полковник Бодров отличился в декабрьских боях, за что 14 апреля 1942 года был награждён первым орденом Красного Знамени.
В ходе Ржевско-Вяземской наступательной операции 33-я армия попала в окружение, в ночь с 12 на 13 апреля остатки 33-й армии пошли на прорыв. По приказу командарма М. Г. Ефремова, 113-я дивизия выходила в арьергарде. К этому моменту в дивизии насчитывалось около тысячи человек. Во время переправы через Угру командир дивизии полковник К. И. Миронов был тяжело ранен (впоследствии погиб), под беспрерывными атаками немцев дивизия рассеялась, 15 апреля полковник Бодров собрал вокруг себя группу бойцов численностью около ста человек и повел её на прорыв из окружения. Группа не раз вступала в бои с немцами и нанесла немалый ущерб врагу, В. С. Бодров был дважды ранен. 18 апреля оставшиеся в группе 82 человека вышли к своим. Как выяснилось впоследствии, это была самая большая группа из состава окруженной группировки 33-й армии, сумевшая прорваться через Угру. За проявленные в трудных условиях стойкость и волевые качества командира 21 июля 1942 года В. С. Бодров был награждён вторым Орденом Красного знамени.
После излечения, в 1942 году В. С. Бодров был назначен командующим артиллерии 33-й армии вместо погибшего в окружении П. Н. Офросимова. На этой должности генерал Бодров прошёл всю войну, был восстановлен, а позднее и повышен в звании. Войну закончил в Берлине.
В 1953 году начальник военной кафедры Ленинградского политехнического института.
Похоронен в Ленинграде на Богословском кладбище.

## Семья
Дочь — Глушко (Бодрова), Мария Васильевна (18.01.1922—26.02.1993) — советская и украинская писательница.

## Звания
- комбриг — 16.08.1938
- генерал-майор артиллерии — 04.06.1940, лишен звания — 09.11.1941
- полковник — 09.11.1941
- генерал-майор артиллерии — 04.08.1942
- генерал-лейтенант артиллерии — 05.07.1943

## Награды
- два Ордена Ленина
- четыре Ордена Красного знамени
- Орден Кутузова 1-й степени (06.04.1945)
- два Ордена Суворова 2-й степени
- Орден Красной Звезды
- Медаль «За оборону Москвы»
- Медаль «XX лет РККА»
- три иностранных ордена